# Miconia triangularis
Miconia triangularis är en tvåhjärtbladig växtart som beskrevs av Henry Allan Gleason. Miconia triangularis ingår i släktet Miconia och familjen Melastomataceae. Inga underarter finns listade i Catalogue of Life.